# 貓頭鷹法庭
貓頭鷹法庭（英語：Court of Owls）是登場於DC漫畫的一個虛構的、具備黑社會與祕密結社性質的一個犯罪集團。
法庭在高譚市存在已久，至少有數百年以上的歷史，該組織擁有被稱為利爪（英語：Talons）的刺客，並依此來消滅那些妨礙法庭獲得利益的對手，而為了要讓利益最大化，他們就必須要消滅高譚市現在的守護者——蝙蝠俠。

## 出版歷史
貓頭鷹法庭是在《蝙蝠俠》Vol. 2 #2 (2011年10月)中登場，是DC漫畫的新52企畫中的一部分，是由編劇Scott Snyder和作畫Greg Capullo所創作。

## 歷史
貓頭鷹法庭已經秘密存在於高譚市將近幾個世紀，由城市裏多個最富有的家族成員們組成，建立宗旨為「守護高譚免受罪惡侵害」。法庭為了達到目的不惜利用不法手段，通過謀殺、金錢、交易等犯罪手段來掌控整座城市。在城市各處都有他們的眼線與成員，任何企圖打聽或是暴露組織的人都會被他們的刺客「利爪」暗殺。組織的大本營一向位於城市多個最古老的建築，城市裏只有少數人知道他們的存在；關於法庭，有一首代代相傳下來的童謠。
小心貓頭鷹法庭，他們的眼睛無處不在，

從陰暗角落裏控制著城市，躲在花崗岩和石灰後方。

他們在爐中盯著你，他們在你睡著時盯著你。

千萬不要講出他們的事，不然他們會派利爪來取走你的人頭。

## 成員
- 林肯·馬奇（Lincoln March）：參加高譚市市長競選的候選人，被蝙蝠俠揭穿是法庭成員後自稱是小湯瑪士·韋恩，也就是布魯斯·韋恩的弟弟。

### 利爪
利爪是隸屬於貓頭鷹法庭的刺客的名稱。法庭是將志願者進行改造後以類似冬眠的方式安置在自己的基地中，而在需要時則將其「喚醒」去消滅那些法庭所指定的目標。
已知的是利爪的成員皆擁有不死身，即使人體要害受到打擊，或是承受致命傷害都能在短時間內以法庭製作的血清和琥珀金調製的藥物恢復，甚至是復活。但缺點是無法長時間行動，極低溫更是他們最大的弱點，只要在寒冷環境下或是遭受冷凍攻擊皆會讓他們喪失行動力而恢復到冬眠的假死狀態之中。而貓頭鷹法庭為了防止利爪反叛，還配有特製的毒藥可以確實的殺死利爪。
每一名利爪皆有著高超的武藝，同時也是冷兵器的高手，由於法庭的改造，使他們個個都有著突破人體體能極限的身體能力與上述的不死身，即使是武術大師如蝙蝠俠、夜翼也會在一般情況下被利爪那不要命的攻擊重創，而不得不依靠如動力裝甲之類的外物來應戰。

#### 已知利爪成員
- 威廉·科布（William Cobb）：第一代羅賓、夜翼迪克·格雷森的曾祖父，20世紀初出生，本是哈利馬戲團成員，因為與當時的高譚市名門之女相愛被反對，在將與戀人所生的兒子託付給哈利馬戲團團長後加入貓頭鷹法庭。是蝙蝠俠第一個遇見的利爪，也是殺死布魯斯曾祖父的利爪。
- 卡爾文·羅斯（Calvin Rose）：21世紀的利爪。哈利馬戲團的脫逃專家，後被賣給貓頭鷹法庭培養成利爪，但總是不完全服從法庭的命令並在之後叛出。
- 瑪莉·特納（Mary Turner）：20世紀40年代的利爪，於近代復活後奉命暗殺高登局長，但被蝙蝠女孩阻止後關入黑門監獄，之後與法庭決裂，蝙蝠女孩於是推薦她加入猛禽小隊[2]，代號「Strix」（拉丁文的貓頭鷹）[3]。

## 其他媒體

### 電視劇
- 《萬惡高譚市》[4][5]：為貓頭鷹法庭首次在大銀幕中登場，作為第三季的主要反派。法庭於第二季的第21集「罪惡軍團」之中露了臉，一名戴著貓頭鷹面具的女子向雨果·史特蘭奇表示對其研究進度的不滿。在實驗室被查獲後，法庭除了開始收拾殘局以外，並且也脅迫布魯斯·韋恩不准繼續調查法庭。不久，法庭開始遵從歷年的守則而準備對高譚市實施毀滅性「淨化」，藉以清除所有罪惡後重建城市；他們瞄準了傑維斯·泰奇的妹妹愛麗絲的血液中含有的「泰奇病毒」：其能夠逼出人體裏瘋狂的一面，通過雨果·史特蘭奇的協助，法庭成功將病毒武器化後準備好了一切。然而，除了法庭的總頭目沙曼（英语：Sensei (DC Comics)）及其幕後主使開始訓練布魯斯·韋恩作為城市未來的守護者以外，曾經被法庭害死過父親的詹姆斯·高登也開始潛伏至組織內部，包括掌控高譚市惡勢力的芭芭拉·基恩和愛德華·尼格瑪也開始試圖揭發法庭。在淨化實施前，法庭高層凱瑟琳·門羅因玩火自焚而遭到奈森尼爾·巴恩斯斬首身亡，而其餘的法庭成員則在沙曼的命令下集體被鷹爪們屠殺；作為對他們歷年來靠不法手段達到目的、並未經允許就買兇刺殺湯瑪斯和瑪莎·韋恩的懲處。而當病毒危機被制止後，隨著沙曼的死，法庭徹底覆滅。

### 動畫電影
- 《蝙蝠俠VS羅賓》：貓頭鷹法庭是本作中的反派、蝙蝠家族的對手。

### 遊戲
- 《樂高DC超級反派（英语：Lego DC Super-Villains）》：貓頭鷹法庭的一名利爪威廉·科布可以成為玩家使用角色之一，由崔維斯·威林厄姆（英语：Travis Willingham）配音[6]。
- 《高譚騎士》[7]